# كادشمان هاربي الأول
كادشمان هاربي الأول وهو الملك السادس عشر لسلالة بابل الثالثة وهو أول من أطلق على مملكته اسم كاردونياش وهو باني مدينة حفتتيبا في إيران قام هذا الملك بمحاربة عيلام وضمها إلى إمبراطوريته، خلفه في الحكم إبنه كوريغالزو الأول.